# Electra (deutsche Band)
Electra, früher auch Electra-Combo (Eigenschreibweise: electra), war eine Rockband aus Dresden.

## Bandgeschichte

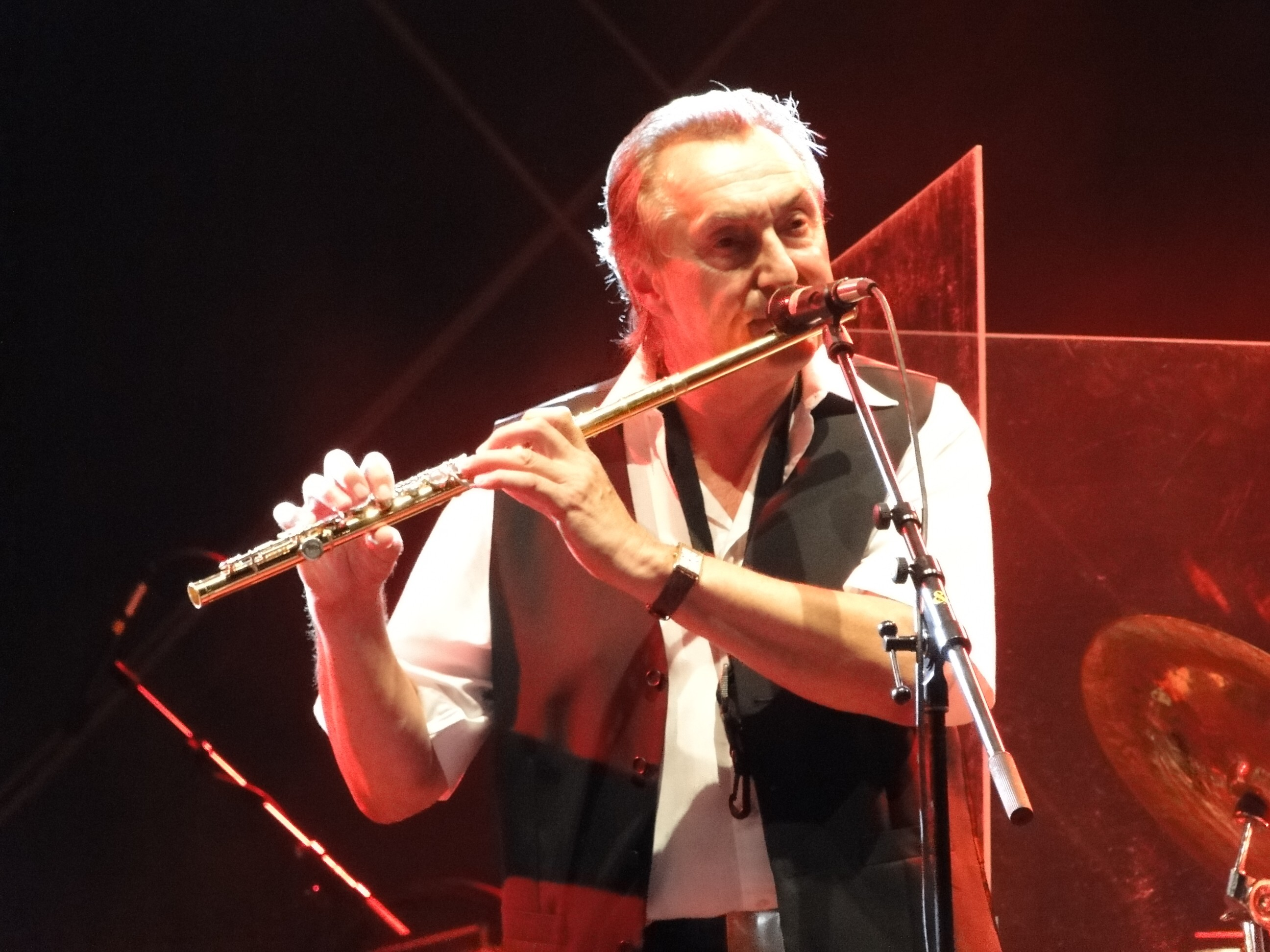
Gründungsmitglied Bernd Aust (2009)

Sie wurde im Jahr 1969 durch Peter „Mampe“ Ludewig, Bernd Aust, Helmut Rinn, Karl-Heinz Ringel und Ekkehard Berger gegründet, die damals Studenten der Dresdner Musikhochschule Carl Maria von Weber waren.
Electra ist bekannt für elektronisch unterstützte Adaptionen klassischer Musik, aber auch für Progressive Rock mit ausdrucksstarkem Gesang und langen Instrumentalsoli. Bekannte Stücke sind Tritt ein in den Dom mit Stephan Trepte als Solosänger (1972) sowie Türkischer Marsch mit einem Flötensolo von Bernd Aust, das auf dem Album Adaptionen aus dem Jahr 1976 zu finden ist. Im Jahr 1980 erschien die Rocksuite Die Sixtinische Madonna auf dem gleichnamigen Album. Im selben Jahr gewann die Band mit dem Lied Es brennen die Berge und Wälder den Grand Prix des Internationalen Schlagerfestivals Dresden. Ab etwa 1980 tendierte die Musik von Electra zur Popmusik. Mit Vier Milliarden in einem Boot und Nie zuvor belegten sie in der DDR-Jahreshitparade 1984 Platz 5 und 9. Mit der Rückkehr der ehemaligen Solosänger Trepte (1989) und Ludewig (1996) wurde der Stil der Band wieder progressiver. In den 1990er Jahren wurde bekannt, dass Manuel von Senden seit 1984 als Inoffizieller Mitarbeiter für das Ministerium für Staatssicherheit tätig gewesen war.
Bis zuletzt schaffte es Electra, große Konzerthallen zu füllen, wie am 25. Oktober 2002 anlässlich ihres Jubiläumskonzertes 33 Jahre Electra in Dresden im Alten Schlachthof und am 23. Oktober 2004 anlässlich des 35-jährigen Bandjubiläums. Zudem gaben sie mit den artverwandten Bands Lift und Stern-Combo Meißen als Sachsendreier, ursprünglich eine bekannte Briefmarke, Konzerte.

Im Dezember 2014 gab die Band bekannt, sich nach Beendigung einer Abschlusstournee im Jahr 2015 auflösen zu wollen. Am 26. September 2015 gab electra in Obervogelgesang ihr letztes Konzert.

## Bandbesetzung

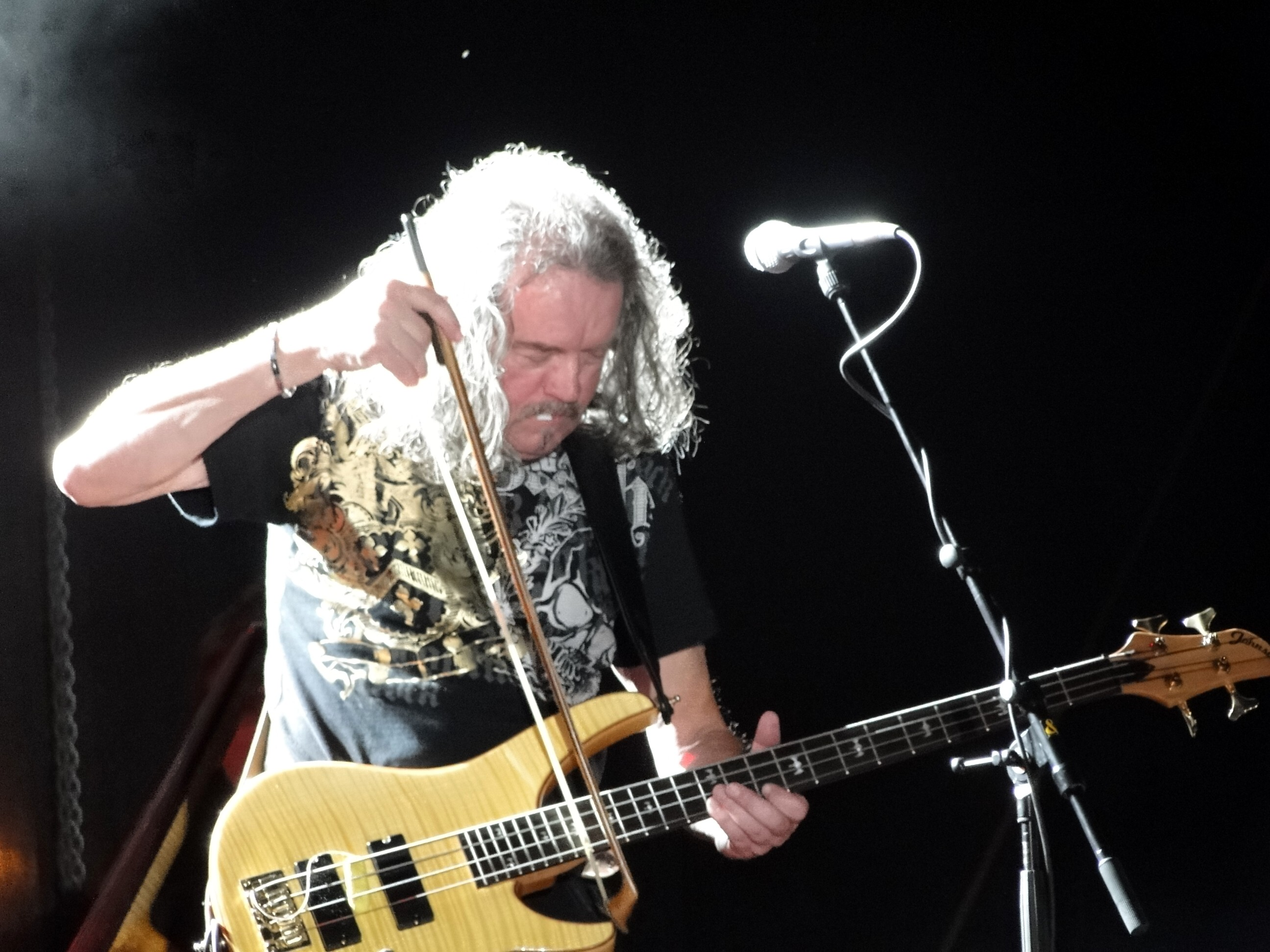
Wolfgang Riedel (2009)

In der Geschichte der Band gab es zahlreiche Umbesetzungen. Zur Ursprungsbesetzung gehörten Bernd Aust (Saxophon, Querflöte, Keyboard), Helmut Rinn (Bass), Peter Ludewig (Schlagzeug, Gesang), Karl-Heinz Ringel (Keyboard) und Ekkehard Berger (Gitarre). Rinn wurde kurz darauf durch Wolfgang Riedel ersetzt. 1971 stieß Sänger Stephan Trepte zur Band.
Im Jahr 1974 kamen Michael Demnitz (Bass), Hans-Peter Dohanetz (Keyboard) und Peter Sandkaulen (Gitarre); Ringel und Berger verließen die Band. Zwei Jahre später verließen Trepte, der zu Reform ging, Demnitz, Sandkaulen und Dohanetz Electra. Dafür kamen Gisbert Koreng (Gitarre, Gesang) und Rainer Uebel (Keyboard). Im Jahr 1978 stieß Manuel von Senden als neuer Sänger zur Band. Fünf Jahre später ersetzte Dietmar Stephan Peter Ludewig als Schlagzeuger. Keyboarder Andreas Leuschner wurde 1985 Mitglied von Electra, nachdem Rainer Uebel von einem Auftritt in Westberlin nicht mehr in die DDR zurückkehrte.

Im Jahr 1989 kam Stephan Trepte erneut als Sänger in die Band und löste Manuel von Senden ab. Gleichzeitig wurde Dietmar Stephan durch Volker Fiebig ersetzt, während Ecki Lipske Gisbert Koreng als Gitarristen ablöste. Ab 1996 war Falk Möckel der Schlagzeuger von Electra. Mit Peter Ludewig kehrte zugleich ein weiteres ehemaliges Mitglied zu Electra zurück, wo er bis 2014 neben Trepte als Sänger tätig war. Bernd Aust war von der Gründung bis zur Auflösung der Band Electra-Mitglied, Wolfgang Riedel war ab 1969 dabei.

## Diskografie

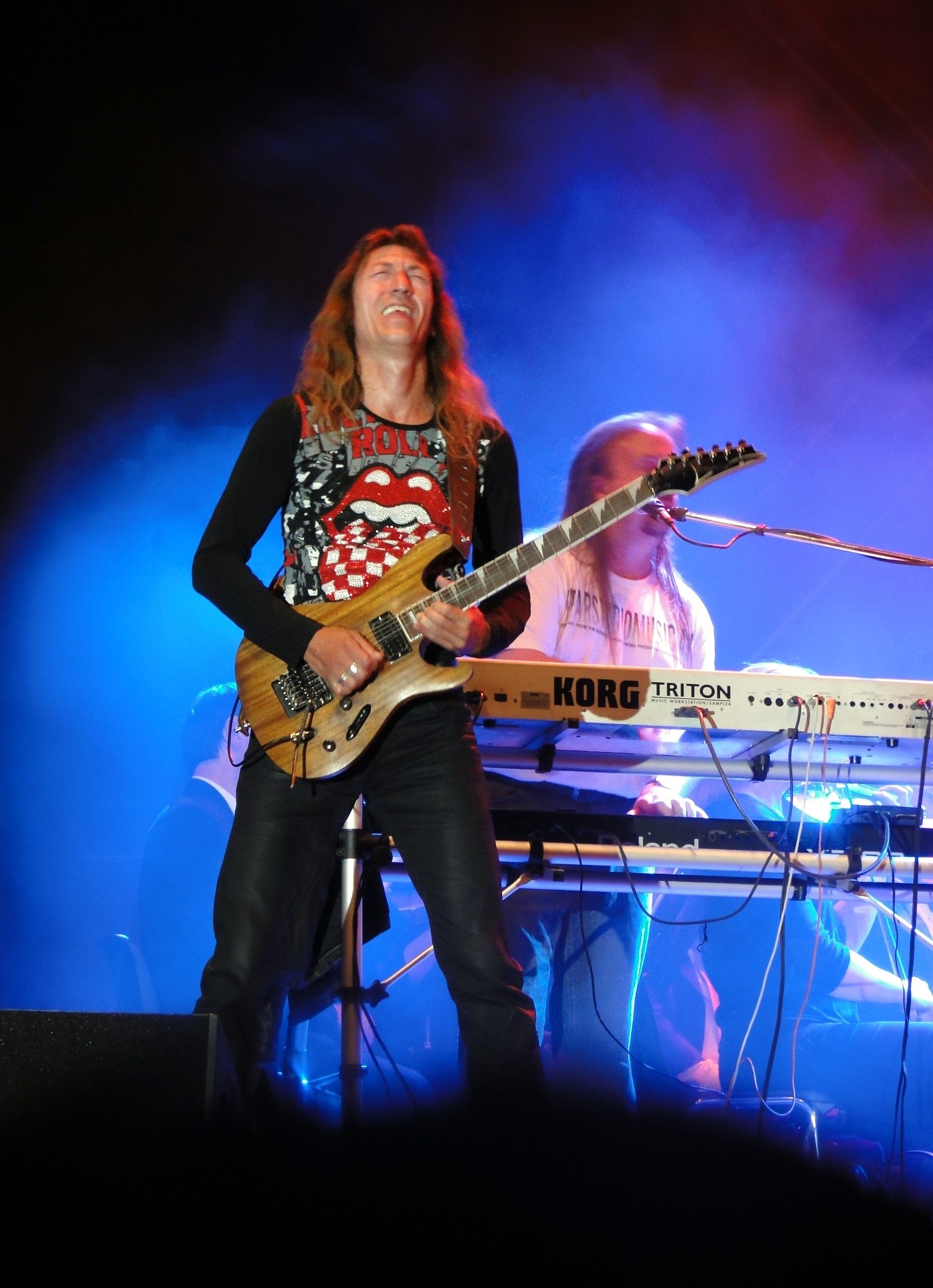
Eckhard Lipske, im Hintergrund Keyboarder Andreas Leuschner (2009)

### Alben
- 1974: Electra-Combo (Amiga)
- 1976: Adaptionen (Amiga)
- 1980: Electra 3 (Amiga)
- 1980: Die Sixtinische Madonna (Amiga)
- 1981: Ein Tag wie eine Brücke (Amiga)
- 1985: Augen der Sehnsucht (Amiga)
- 1987: Tausend und ein Gefühl (Amiga)
- 1992: Rock aus Deutschland Ost Vol. 17
- 1996: Die Hits
- 1999: Sachsendreier live, zusammen mit Stern-Combo Meißen und Lift
- 2001: Electra Live in Concert
- 2002: 33 Jahre Electra
- 2004: Der aufrechte Gang, Aufnahme von 1989
- 2004: Electra – Die Original Amiga-Alben, 8-CD-Box
- 2004: Tritt ein in den Dom, Sonderauflage zugunsten der Frauenkirche Dresden
- 2007: Sachsendreier live – die Zweite, zusammen mit Stern-Combo Meißen und Lift
- 2009: 40 Jahre Electra Klassik

### Singles
- 1971: Der neue Tag (A-Seite, Amiga)
- 1971: Eine Strähne deines Haares (A-Seite, Amiga)
- 1971: Unsere Sommerliebe / Die Briefwaage (Amiga)
- 1973: Das kommt, weil deine Seele brennt (B-Seite, Amiga)
- 1973: Der Musikant (A-Seite, Amiga)
- 1974: Doch das Feuer dieser Erde / Weiter, weiter (Amiga)
- 1974: Bemühe dich / Wenn du mich fragst (Amiga)
- 1981: Jeden Morgen / Fünf Uhr (Amiga)
- 1984: Vier Milliarden in einem Boot / Nie zuvor (Amiga)
- 1989: Wir sind der zwölfte Mann / Wir sind der zwölfte Mann (Amiga)

### DVDs
- 2004: 35 Jahre Electra
- 2009: 40 Jahre Electra Klassik

## Dokumentarfilm
- 1978: Electra (DEFA-Kurzdokumentarfilm, Regie: Jürgen Steinheisser)[7]